# درجة طبية
درجة طبية هي درجة مهنية أو تقنية تمنح إما للدراسات في المجالات المرتبطة بالطب أو الجراحة.

## المؤهلات الطبية الأولية
في العديد من الدول وفقا للقانون والسلطات القضائية، يحتاج الأفراد إلى شهادة مزاولة مهنة للتسجيل للحصول على ترخيص لسماح لهم بممارسة مهنة الطب بصورة قانونية. يُعرف هذا بالمؤهلات الطبية الأولية، أو يمكن أن يطلق عليه المؤهل الأساسي. هذه الدرجات تشمل:
- شهادة بكالوريوس الطب والجراحة.
- دكتور في الطب.
- دكتوراه في تقويم العظام.